# Oscar/Beste Kamera
Mit dem Oscar für die beste Kamera werden die Kameraleute eines Films geehrt. Von 1940 bis 1967 (außer 1958) wurden die Oscars für Schwarzweiß- und Farbfilm getrennt vergeben, es gab also zwei Oscars für die beste Bildgestaltung.
| Statistik                                      | Statistik                                           |
| ---------------------------------------------- | --------------------------------------------------- |
| Am häufigsten honorierter Kameramann           | Joseph Ruttenberg und Leon Shamroy (je 4 Siege)     |
| Am häufigsten nominierter Kameramann           | Charles Lang und Leon Shamroy (je 18 Nominierungen) |
| Am häufigsten nominierter Kameramann ohne Sieg | George J. Folsey (13 Nominierungen)                 |

In unten stehender Tabelle sind die Preisträger nach dem Jahr der Verleihung gelistet.

## 1929–1930
| Jahr         | Preisträger                           | für den Film                           | Nominierungen |
| ------------ | ------------------------------------- | -------------------------------------- | --- |
| 1929         | Charles Rosher Karl Struss            | Sonnenaufgang – Lied von zwei Menschen | George Barnes für Die Teufelstänzerin, König Harlekin und … aber das Fleisch ist schwach                                                                                           |
| 1930 (April) | Clyde De Vinna                        | Weiße Schatten                         | George Barnes für Our Dancing Daughters Arthur Edeson für In Old Arizona Ernest Palmer für Vier Teufel Ernest Palmer für Engel der Straße John F. Seitz für Die ungekrönte Königin |
| 1930 (Nov.)  | Joseph T. Rucker Willard Van der Veer | Mit Byrd zum Südpol                    | William H. Daniels für Anna Christie Arthur Edeson für Im Westen nichts Neues Tony Gaudio und Harry Perry für Höllenflieger Victor Milner für Liebesparade                         |

## 1931–1940
| Jahr | Preisträger                       | für den Film          | Nominierungen |
| ---- | --------------------------------- | --------------------- | --- |
| 1931 | Floyd Crosby                      | Tabu                  | Edward Cronjager für Pioniere des wilden Westens Lee Garmes für Marokko Charles Lang für The Right to Love Barney McGill für Svengali |
| 1932 | Lee Garmes                        | Shanghai-Express      | Ray June für Arrowsmith Karl Struss für Dr. Jekyll and Mr. Hyde |
| 1933 | Keine Oscarverleihung             | Keine Oscarverleihung | Keine Oscarverleihung |
| 1934 | Charles Lang                      | In einem anderen Land | George J. Folsey für Rendez-vous in Wien Karl Struss für Im Zeichen des Kreuzes |
| 1935 | Victor Milner                     | Cleopatra             | George J. Folsey für Geheimagent 13 Charles Rosher für Alles liebt, alles lügt |
| 1936 | Hal Mohr                          | Ein Sommernachtstraum | Ray June für San Francisco im Goldfieber Victor Milner für Kreuzritter – Richard Löwenherz Gregg Toland für Die Elenden |
| 1937 | Tony Gaudio                       | Ein rastloses Leben   | George J. Folsey für The Gorgeous Hussy Victor Milner für Der General starb im Morgengrauen |
| 1938 | Karl Freund                       | Die gute Erde         | Gregg Toland für Sackgasse Joseph A. Valentine für Wings Over Honolulu |
| 1939 | Joseph Ruttenberg                 | Der große Walzer      | Norbert Brodine für Wie leben wir doch glücklich! Robert De Grasse für Vivacious Lady Ernest Haller für Jezebel – Die boshafte Lady James Wong Howe für Algiers J. Peverell Marley für Suez Ernest Miller und Harry J. Wild für Army Girl Victor Milner für Der Freibeuter von Louisiana Leon Shamroy für Gauner mit Herz Joseph A. Valentine für Mad About Music Joseph Walker für Lebenskünstler |
| 1940 | Schwarzweiß: Gregg Toland         | Sturmhöhe             | Joseph H. August für Aufstand in Sidi Hakim Norbert Brodine für Lady of the Tropics Tony Gaudio für Juarez Bert Glennon für Ringo Arthur C. Miller für Nacht über Indien Victor Milner für Dreivierteltakt am Broadway Gregg Toland für Intermezzo Joseph A. Valentine für First Love Joseph Walker für S.O.S. Feuer an Bord                                                                       |
| 1940 | Farbe: Ernest Haller Ray Rennahan | Vom Winde verweht     | Georges Périnal und Osmond Borradaile für Vier Federn Sol Polito und W. Howard Greene für Günstling einer Königin Ray Rennahan und Bert Glennon für Trommeln am Mohawk Harold Rosson für Das zauberhafte Land William V. Skall für The Mikado |

## 1941–1950
| Jahr | Preisträger                                                | für den Film                | Nominierungen |
| ---- | ---------------------------------------------------------- | --------------------------- | --- |
| 1941 | Schwarzweiß: George Barnes                                 | Rebecca                     | Tony Gaudio für Das Geheimnis von Malampur Ernest Haller für Hölle, wo ist dein Sieg? James Wong Howe für Abe Lincoln in Illinois Charles Lang für Arise, My Love Rudolph Maté für Der Auslandskorrespondent Harold Rosson für Der Draufgänger Joseph Ruttenberg für Ihr erster Mann Gregg Toland für Der lange Weg nach Cardiff Joseph A. Valentine für Spring Parade                                      |
| 1941 | Farbe: Georges Périnal                                     | Der Dieb von Bagdad         | Oliver T. Marsh und Allen M. Davey für Bitter Sweet Arthur C. Miller und Ray Rennahan für The Blue Bird Victor Milner und W. Howard Greene für Die scharlachroten Reiter Leon Shamroy und Ray Rennahan für Galopp ins Glück Sidney Wagner und William V. Skall für Nordwest-Passage |
| 1942 | Schwarzweiß: Arthur C. Miller                              | Schlagende Wetter           | Edward Cronjager für Adoptiertes Glück Karl Freund für The Chocolate Soldier Charles Lang für Waffenschmuggler von Kenya Rudolph Maté für Lord Nelsons letzte Liebe Sol Polito für Sergeant York Joseph Ruttenberg für Arzt und Dämon Gregg Toland für Citizen Kane Leo Tover für Das goldene Tor Joseph Walker für Urlaub vom Himmel                                                                       |
| 1942 | Farbe: Ernest Palmer Ray Rennahan                          | König der Toreros           | Wilfrid M. Cline, Karl Struss und William E. Snyder für Aloma, die Tochter der Südsee Karl Freund und W. Howard Greene für Blüten im Staub Bert Glennon für Dive Bomber Harry Hallenberger und Ray Rennahan für Louisiana Purchase William V. Skall und Leonard Smith für Der letzte Bandit |
| 1943 | Schwarzweiß: Joseph Ruttenberg                             | Mrs. Miniver                | Charles G. Clarke für Nacht im Hafen Stanley Cortez für Der Glanz des Hauses Amberson Edward Cronjager für The Pied Piper James Wong Howe für Kings Row Rudolph Maté für Der große Wurf John J. Mescall für Liebling, zum Diktat Arthur C. Miller für This Above All Leon Shamroy für 10 Leutnants von West-Point Ted Tetzlaff für Zeuge der Anklage                                                        |
| 1943 | Farbe: Leon Shamroy                                        | Der Seeräuber               | Edward Cronjager und William V. Skall für To the Shores of Tripoli W. Howard Greene für Das Dschungelbuch Milton R. Krasner, William V. Skall und W. Howard Greene für Arabische Nächte Victor Milner und William V. Skall für Piraten im karibischen Meer Sol Polito für Helden der Lüfte |
| 1944 | Schwarzweiß: Arthur C. Miller                              | Das Lied von Bernadette     | Arthur Edeson für Casablanca Tony Gaudio für Korvette K 225 James Wong Howe, Elmer Dyer und Charles A. Marshall für Air Force James Wong Howe für The North Star Charles Lang für Mutige Frauen Rudolph Maté für Sahara Joseph Ruttenberg für Madame Curie John F. Seitz für Fünf Gräber bis Kairo Harry Stradling Sr. für Und das Leben geht weiter                                                        |
| 1944 | Farbe: Hal Mohr W. Howard Greene                           | Phantom der Oper            | Charles G. Clarke und Allen M. Davey für Hello, Frisco, Hello Edward Cronjager für Ein himmlischer Sünder George J. Folsey für Thousands Cheer Ray Rennahan für Wem die Stunde schlägt Leonard Smith für Heimweh |
| 1945 | Schwarzweiß: Joseph LaShelle                               | Laura                       | Stanley Cortez und Lee Garmes für Als du Abschied nahmst George J. Folsey für The White Cliffs of Dover Charles Lang für Der unheimliche Gast Lionel Lindon für Der Weg zum Glück Glen MacWilliams für Das Rettungsboot Joseph Ruttenberg für Das Haus der Lady Alquist John F. Seitz für Frau ohne Gewissen Robert Surtees und Harold Rosson für Dreißig Sekunden über Tokio Sidney Wagner für Drachensaat |
| 1945 | Farbe: Leon Shamroy                                        | Wilson                      | Edward Cronjager für Zu Hause in Indiana George J. Folsey für Meet Me in St. Louis Rudolph Maté und Allen M. Davey für Es tanzt die Göttin Ray Rennahan für Lady in the Dark Charles Rosher für Kismet |
| 1946 | Schwarzweiß: Harry Stradling Sr.                           | Das Bildnis des Dorian Gray | George Barnes für Ich kämpfe um dich Ernest Haller für Solange ein Herz schlägt Arthur C. Miller für Schlüssel zum Himmelreich John F. Seitz für Das verlorene Wochenende |
| 1946 | Farbe: Leon Shamroy                                        | Todsünde                    | George Barnes für Die Seeteufel von Cartagena Tony Gaudio und Allen M. Davey für Polonaise Robert H. Planck und Charles P. Boyle für Urlaub in Hollywood Leonard Smith für Kleines Mädchen, großes Herz |
| 1947 | Schwarzweiß: Arthur C. Miller                              | Anna und der König von Siam | George J. Folsey für Das Vermächtnis |
| 1947 | Farbe: Charles Rosher Leonard Smith Arthur E. Arling       | Die Wildnis ruft            | Joseph Walker für Der Jazzsänger |
| 1948 | Schwarzweiß: Guy Green                                     | Geheimnisvolle Erbschaft    | George J. Folsey für Taifun Charles Lang für Ein Gespenst auf Freiersfüßen |
| 1948 | Farbe: Jack Cardiff                                        | Die schwarze Narzisse       | Harry Jackson für Es begann in Schneiders Opernhaus (Mother Wore Tights) J. Peverell Marley und William V. Skall für Unser Leben mit Vater |
| 1949 | Schwarzweiß: William H. Daniels                            | Stadt ohne Maske            | Joseph H. August für Jenny (Portrait of Jennie) Charles Lang für Eine auswärtige Affäre Ted D. McCord für Schweigende Lippen Nicholas Musuraca für Geheimnis der Mutter |
| 1949 | Farbe: Joseph A. Valentine William V. Skall Winton C. Hoch | Johanna von Orleans         | Charles G. Clarke für Green Grass of Wyoming Robert H. Planck für Die drei Musketiere William E. Snyder für Liebesnächte in Sevilla |
| 1950 | Schwarzweiß: Paul Vogel                                    | Kesselschlacht              | Joseph LaShelle für …und der Himmel lacht dazu Franz Planer für Zwischen Frauen und Seilen Leon Shamroy für In den Klauen des Borgia Leo Tover für Die Erbin |
| 1950 | Farbe: Winton C. Hoch                                      | Der Teufelshauptmann        | Charles G. Clarke für Sand Robert H. Planck und Charles Edgar Schoenbaum für Kleine tapfere Jo William E. Snyder für Jolson Sings Again Harry Stradling Sr. für Tänzer vom Broadway |

## 1951–1960
| Jahr | Preisträger                        | für den Film                | Nominierungen |
| ---- | ---------------------------------- | --------------------------- | --- |
| 1951 | Schwarzweiß: Robert Krasker        | Der dritte Mann             | Milton R. Krasner für Alles über Eva Victor Milner für Die Farm der Besessenen Harold Rosson für Asphalt-Dschungel John F. Seitz für Boulevard der Dämmerung                         |
| 1951 | Farbe: Robert Surtees              | König Salomons Diamanten    | George Barnes für Samson and Delilah Ernest Haller für Der Rebell Ernest Palmer für Der gebrochene Pfeil Charles Rosher für Duell in der Manege                                      |
| 1952 | Schwarzweiß: William C. Mellor     | Ein Platz an der Sonne      | Norbert Brodine für Froschmänner Robert Burks für Der Fremde im Zug Franz Planer für Der Tod eines Handlungsreisenden Harry Stradling Sr. für Endstation Sehnsucht                   |
| 1952 | Farbe: Alfred Gilks John Alton     | Ein Amerikaner in Paris     | Charles Rosher für Mississippi-Melodie John F. Seitz und W. Howard Greene für Der jüngste Tag Leon Shamroy für David und Bathseba Robert Surtees und William V. Skall für Quo vadis? |
| 1953 | Schwarzweiß: Robert Surtees        | Stadt der Illusionen        | Russell Harlan für The Big Sky – Der weite Himmel Joseph LaShelle für Meine Cousine Rachel Charles Lang für Maskierte Herzen Virgil Miller für Navajo                                |
| 1953 | Farbe: Winton C. Hoch Archie Stout | Der Sieger                  | George J. Folsey für Die goldene Nixe Leon Shamroy für Schnee am Kilimandscharo Harry Stradling Sr. für Hans Christian Andersen und die Tänzerin Freddie Young für Ivanhoe           |
| 1954 | Schwarzweiß: Burnett Guffey        | Verdammt in alle Ewigkeit   | Joseph C. Brun für Martin Luther Hal Mohr für Das Himmelbett Franz Planer und Henri Alekan für Ein Herz und eine Krone Joseph Ruttenberg für Julius Caesar                           |
| 1954 | Farbe: Loyal Griggs                | Mein großer Freund Shane    | Edward Cronjager für Das Höllenriff George J. Folsey für Die schwarze Perle Robert H. Planck für Lili Leon Shamroy für Das Gewand                                                    |
| 1955 | Schwarzweiß: Boris Kaufman         | Die Faust im Nacken         | George J. Folsey für Die Intriganten Charles Lang für Sabrina John F. Seitz für Heißes Pflaster John F. Warren für Ein Mädchen vom Lande                                             |
| 1955 | Farbe: Milton R. Krasner           | Drei Münzen im Brunnen      | Robert Burks für Das Fenster zum Hof George J. Folsey für Eine Braut für sieben Brüder Leon Shamroy für Sinuhe der Ägypter William V. Skall für Der silberne Kelch                   |
| 1956 | Schwarzweiß: James Wong Howe       | Die tätowierte Rose         | Arthur E. Arling für Und morgen werd’ ich weinen Russell Harlan für Die Saat der Gewalt Joseph LaShelle für Marty Charles Lang für Ehe in Fesseln                                    |
| 1956 | Farbe: Robert Burks                | Über den Dächern von Nizza  | Harold Lipstein für Ein Mann namens Peter Leon Shamroy für Alle Herrlichkeit auf Erden Harry Stradling Sr. für Schwere Jungs – leichte Mädchen Robert Surtees für Oklahoma!          |
| 1957 | Schwarzweiß: Joseph Ruttenberg     | Die Hölle ist in mir        | Burnett Guffey für Schmutziger Lorbeer Boris Kaufman für Baby Doll – Begehre nicht des anderen Weib Harold Rosson für Böse Saat Walter Strenge für Im Lande Zorros                   |
| 1957 | Farbe: Lionel Lindon               | In 80 Tagen um die Welt     | Jack Cardiff für Krieg und Frieden Loyal Griggs für Die zehn Gebote Leon Shamroy für Der König und ich Harry Stradling Sr. für Geliebt in alle Ewigkeit                              |
| 1958 | Jack Hildyard                      | Die Brücke am Kwai          | Ellsworth Fredericks für Sayonara Ray June für Ein süßer Fratz Milton R. Krasner für Die große Liebe meines Lebens William C. Mellor für Glut unter der Asche                        |
| 1959 | Schwarzweiß: Sam Leavitt           | Flucht in Ketten            | Daniel L. Fapp für Begierde unter Ulmen Charles Lang für Getrennt von Tisch und Bett Lionel Lindon für Laßt mich leben Joseph MacDonald für Die jungen Löwen                         |
| 1959 | Farbe: Joseph Ruttenberg           | Gigi                        | William H. Daniels für Die Katze auf dem heißen Blechdach James Wong Howe für Der alte Mann und das Meer Leon Shamroy für South Pacific Harry Stradling Sr. für Die tolle Tante      |
| 1960 | Schwarzweiß: William C. Mellor     | Das Tagebuch der Anne Frank | Joseph LaShelle für Viele sind berufen Charles Lang für Manche mögen’s heiß Sam Leavitt für Anatomie eines Mordes Harry Stradling Sr. für Der Mann aus Philadelphia                  |
| 1960 | Farbe: Robert Surtees              | Ben Hur                     | Daniel L. Fapp für Fünf Pennies Lee Garmes für Der Fischer von Galiläa Franz Planer für Geschichte einer Nonne Leon Shamroy für Porgy and Bess                                       |

## 1961–1970
| Jahr | Preisträger                               | für den Film                      | Nominierungen |
| ---- | ----------------------------------------- | --------------------------------- | --- |
| 1961 | Schwarzweiß: Freddie Francis              | Söhne und Liebhaber               | Joseph LaShelle für Das Appartement Charles Lang für So eine Affäre Ernest Laszlo für Wer den Wind sät John L. Russell für Psycho                                                                                                   |
| 1961 | Farbe: Russell Metty                      | Spartacus                         | William H. Clothier für Alamo Sam Leavitt für Exodus Joseph MacDonald für Pepe – Was kann die Welt schon kosten Joseph Ruttenberg und Charles Harten für Telefon Butterfield 8                                                      |
| 1962 | Schwarzweiß: Eugen Schüfftan              | Haie der Großstadt                | Edward Colman für Der fliegende Pauker Daniel L. Fapp für Eins, zwei, drei Ernest Laszlo für Urteil von Nürnberg Franz Planer für Infam                                                                                             |
| 1962 | Farbe: Daniel L. Fapp                     | West Side Story                   | Jack Cardiff für Fanny Charles Lang für Der Besessene Russell Metty für Mandelaugen und Lotosblüten Harry Stradling Sr. für 1000 Meilen bis Yokohama                                                                                |
| 1963 | Schwarzweiß: Jean Bourgoin Walter Wottitz | Der längste Tag                   | Burnett Guffey für Der Gefangene von Alcatraz Ernest Haller für Was geschah wirklich mit Baby Jane? Russell Harlan für Wer die Nachtigall stört Ted D. McCord für Spiel zu zweit                                                    |
| 1963 | Farbe: Freddie Young                      | Lawrence von Arabien              | Russell Harlan für Hatari! Harry Stradling Sr. für Gypsy – Königin der Nacht Robert Surtees für Meuterei auf der Bounty Paul Vogel für Die Wunderwelt der Gebrüder Grimm                                                            |
| 1964 | Schwarzweiß: James Wong Howe              | Der Wildeste unter Tausend        | Lucien Ballard für Frauen, die nicht lieben dürfen George J. Folsey für Der Balkon Ernest Haller für Lilien auf dem Felde Milton R. Krasner für Verliebt in einen Fremden                                                           |
| 1964 | Farbe: Leon Shamroy                       | Cleopatra                         | William H. Daniels, Milton R. Krasner, Charles Lang und Joseph LaShelle für Das war der Wilde Westen Joseph LaShelle für Das Mädchen Irma la Douce Ernest Laszlo für Eine total, total verrückte Welt Leon Shamroy für Der Kardinal |
| 1965 | Schwarzweiß: Walter Lassally              | Alexis Sorbas                     | Joseph F. Biroc für Wiegenlied für eine Leiche Gabriel Figueroa für Die Nacht des Leguan Milton R. Krasner für Bezwinger des Todes Philip H. Lathrop für Nur für Offiziere                                                          |
| 1965 | Farbe: Harry Stradling Sr.                | My Fair Lady                      | William H. Clothier für Cheyenne Edward Colman für Mary Poppins Daniel L. Fapp für Goldgräber-Molly Geoffrey Unsworth für Becket |
| 1966 | Schwarzweiß: Ernest Laszlo                | Das Narrenschiff                  | Robert Burks für Träumende Lippen Loyal Griggs für Erster Sieg Burnett Guffey für Sie nannten ihn King Conrad L. Hall für Morituri                                                                                                  |
| 1966 | Farbe: Freddie Young                      | Doktor Schiwago                   | Russell Harlan für Das große Rennen rund um die Welt Ted D. McCord für Meine Lieder – meine Träume William C. Mellor und Loyal Griggs für Die größte Geschichte aller Zeiten Leon Shamroy für Michelangelo – Inferno und Ekstase    |
| 1967 | Schwarzweiß: Haskell Wexler               | Wer hat Angst vor Virginia Woolf? | Marcel Grignon für Brennt Paris? Kenneth Higgins für Georgy Girl James Wong Howe für Der Mann, der zweimal lebte Joseph LaShelle für Der Glückspilz                                                                                 |
| 1967 | Farbe: Ted Moore                          | Ein Mann zu jeder Jahreszeit      | Conrad L. Hall für Die gefürchteten Vier Russell Harlan für Hawaii Ernest Laszlo für Die phantastische Reise Joseph MacDonald für Kanonenboot am Yangtse-Kiang                                                                      |
| 1968 | Burnett Guffey                            | Bonnie und Clyde                  | Conrad L. Hall für Kaltblütig Richard H. Kline für Camelot – Am Hofe König Arthurs Robert Surtees für Doctor Dolittle Robert Surtees für Die Reifeprüfung                                                                           |
| 1969 | Pasqualino De Santis                      | Romeo und Julia                   | Daniel L. Fapp für Eisstation Zebra Ernest Laszlo für Star! Oswald Morris für Oliver Harry Stradling Sr. für Funny Girl |
| 1970 | Conrad L. Hall                            | Zwei Banditen                     | Daniel L. Fapp für Verschollen im Weltraum Arthur Ibbetson für Königin für tausend Tage Charles Lang für Bob & Carol & Ted & Alice Harry Stradling Sr. für Hello, Dolly!                                                            |

## 1971–1980
| Jahr | Preisträger                       | für den Film                          | Nominierungen |
| ---- | --------------------------------- | ------------------------------------- | --- |
| 1971 | Freddie Young                     | Ryans Tochter                         | Fred J. Koenekamp für Patton – Rebell in Uniform Ernest Laszlo für Airport Charles F. Wheeler, Osamu Furuya, Sinsaku Himeda und Masamichi Satoh für Tora! Tora! Tora! Billy Williams für Liebende Frauen |
| 1972 | Oswald Morris                     | Anatevka                              | Owen Roizman für French Connection – Brennpunkt Brooklyn Robert Surtees für Die letzte Vorstellung Robert Surtees für Sommer ’42 Freddie Young für Nikolaus und Alexandra                                |
| 1973 | Geoffrey Unsworth                 | Cabaret                               | Charles Lang für Schmetterlinge sind frei Douglas Slocombe für Reisen mit meiner Tante Harold E. Stine für Die Höllenfahrt der Poseidon Harry Stradling junior für 1776 – Rebellion und Liebe            |
| 1974 | Sven Nykvist                      | Schreie und Flüstern                  | Jack Couffer für Die Möwe Jonathan Owen Roizman für Der Exorzist Harry Stradling junior für So wie wir waren Robert Surtees für Der Clou                                                                 |
| 1975 | Fred J. Koenekamp Joseph F. Biroc | Flammendes Inferno                    | John A. Alonzo für Chinatown Philip H. Lathrop für Erdbeben Bruce Surtees für Lenny Geoffrey Unsworth für Mord im Orient-Expreß                                                                          |
| 1976 | John Alcott                       | Barry Lyndon                          | Conrad L. Hall für Der Tag der Heuschrecke James Wong Howe für Funny Lady Robert Surtees für Die Hindenburg Haskell Wexler und Bill Butler für Einer flog über das Kuckucksnest                          |
| 1977 | Haskell Wexler                    | Dieses Land ist mein Land             | Richard H. Kline für King Kong Ernest Laszlo für Flucht ins 23. Jahrhundert Owen Roizman für Network Robert Surtees für A Star Is Born                                                                   |
| 1978 | Vilmos Zsigmond                   | Unheimliche Begegnung der dritten Art | William A. Fraker für Auf der Suche nach Mr. Goodbar Fred J. Koenekamp für Inseln im Strom Douglas Slocombe für Julia Robert Surtees für Am Wendepunkt                                                   |
| 1979 | Néstor Almendros                  | In der Glut des Südens                | William A. Fraker für Der Himmel soll warten Oswald Morris für The Wiz – Das zauberhafte Land Robert Surtees für Nächstes Jahr, selbe Zeit Vilmos Zsigmond für Die durch die Hölle gehen                 |
| 1980 | Vittorio Storaro                  | Apocalypse Now                        | Néstor Almendros für Kramer gegen Kramer William A. Fraker für 1941 – Wo bitte geht’s nach Hollywood Frank V. Phillips für Das schwarze Loch Giuseppe Rotunno für Hinter dem Rampenlicht                 |

## 1981–1990
| Jahr | Preisträger                                                | für den Film                                | Nominierungen |
| ---- | ---------------------------------------------------------- | ------------------------------------------- | --- |
| 1981 | Geoffrey Unsworth (Posthume Auszeichnung) Ghislain Cloquet | Tess                                        | Néstor Almendros für Die blaue Lagune Ralf D. Bode für Nashville Lady Michael Chapman für Wie ein wilder Stier James Crabe für Die Formel                                               |
| 1982 | Vittorio Storaro                                           | Reds                                        | Miroslav Ondříček für Ragtime Douglas Slocombe für Indiana Jones – Jäger des verlorenen Schatzes Alex Thomson für Excalibur Billy Williams für Am goldenen See                          |
| 1983 | Billy Williams Ronnie Taylor                               | Gandhi                                      | Néstor Almendros für Sophies Entscheidung Allen Daviau für E.T. – Der Außerirdische Owen Roizman für Tootsie Jost Vacano für Das Boot                                                   |
| 1984 | Sven Nykvist                                               | Fanny und Alexander                         | Caleb Deschanel für Der Stoff, aus dem die Helden sind William A. Fraker für WarGames – Kriegsspiele Donald Peterman für Flashdance Gordon Willis für Zelig                             |
| 1985 | Chris Menges                                               | The Killing Fields – Schreiendes Land       | Ernest Day für Reise nach Indien Caleb Deschanel für Der Unbeugsame Miroslav Ondříček für Amadeus Vilmos Zsigmond für Menschen am Fluß                                                  |
| 1986 | David Watkin                                               | Jenseits von Afrika                         | Allen Daviau für Die Farbe Lila William A. Fraker für Die zweite Wahl – Eine Romanze Takao Saitō, Masaharu Ueda und Asakazu Nakai für Ran John Seale für Der einzige Zeuge              |
| 1987 | Chris Menges                                               | Mission                                     | Jordan Cronenweth für Peggy Sue hat geheiratet Donald Peterman für Star Trek IV: Zurück in die Gegenwart Tony Pierce-Roberts für Zimmer mit Aussicht Robert Richardson für Platoon      |
| 1988 | Vittorio Storaro                                           | Der letzte Kaiser                           | Michael Ballhaus für Nachrichtenfieber – Broadcast News Allen Daviau für Das Reich der Sonne Philippe Rousselot für Hope and Glory Haskell Wexler für Matewan                           |
| 1989 | Peter Biziou                                               | Mississippi Burning – Die Wurzel des Hasses | Dean Cundey für Falsches Spiel mit Roger Rabbit Conrad L. Hall für Tequila Sunrise Sven Nykvist für Die unerträgliche Leichtigkeit des Seins John Seale für Rain Man                    |
| 1990 | Freddie Francis                                            | Glory                                       | Michael Ballhaus für Die fabelhaften Baker Boys Robert Richardson für Geboren am 4. Juli Mikael Salomon für Abyss – Abgrund des Todes Haskell Wexler für Blaze – Eine gefährliche Liebe |

## 1991–2000
| Jahr | Preisträger        | für den Film                      | Nominierungen |
| ---- | ------------------ | --------------------------------- | --- |
| 1991 | Dean Semler        | Der mit dem Wolf tanzt            | Allen Daviau für Avalon Philippe Rousselot für Henry & June Vittorio Storaro für Dick Tracy Gordon Willis für Der Pate III                                                   |
| 1992 | Robert Richardson  | JFK – Tatort Dallas               | Adrian Biddle für Thelma & Louise Allen Daviau für Bugsy Stephen Goldblatt für Herr der Gezeiten Adam Greenberg für Terminator 2 – Tag der Abrechnung                        |
| 1993 | Philippe Rousselot | Aus der Mitte entspringt ein Fluß | Stephen H. Burum für Jimmy Hoffa Robert Fraisse für Der Liebhaber Jack N. Green für Erbarmungslos Tony Pierce-Roberts für Wiedersehen in Howards End                         |
| 1994 | Janusz Kamiński    | Schindlers Liste                  | Gu Changwei für Lebewohl, meine Konkubine Michael Chapman für Auf der Flucht Stuart Dryburgh für Das Piano Conrad L. Hall für Das Königsspiel – Ein Meister wird geboren     |
| 1995 | John Toll          | Legenden der Leidenschaft         | Don Burgess für Forrest Gump Roger Deakins für Die Verurteilten Owen Roizman für Wyatt Earp – Das Leben einer Legende Piotr Sobociński für Drei Farben: Rot                  |
| 1996 | John Toll          | Braveheart                        | Michael Coulter für Sinn und Sinnlichkeit Stephen Goldblatt für Batman Forever Emmanuel Lubezki für Little Princess Lü Yue für Shanghai Serenade                             |
| 1997 | John Seale         | Der englische Patient             | Roger Deakins für Fargo Caleb Deschanel für Amy und die Wildgänse Darius Khondji für Evita Chris Menges für Michael Collins                                                  |
| 1998 | Russell Carpenter  | Titanic                           | Roger Deakins für Kundun Janusz Kamiński für Amistad Eduardo Serra für Wings of the Dove – Die Flügel der Taube Dante Spinotti für L.A. Confidential                         |
| 1999 | Janusz Kamiński    | Der Soldat James Ryan             | Remi Adefarasin für Elizabeth Richard Greatrex für Shakespeare in Love Conrad L. Hall für Zivilprozess John Toll für Der schmale Grat                                        |
| 2000 | Conrad L. Hall     | American Beauty                   | Emmanuel Lubezki für Sleepy Hollow – Köpfe werden rollen Roger Pratt für Das Ende einer Affäre Robert Richardson für Schnee, der auf Zedern fällt Dante Spinotti für Insider |

## 2001–2010
| Jahr | Preisträger                            | für den Film                               | Nominierungen |
| ---- | -------------------------------------- | ------------------------------------------ | --- |
| 2001 | Peter Pau                              | Tiger and Dragon                           | Roger Deakins für O Brother, Where Art Thou? Caleb Deschanel für Der Patriot Lajos Koltai für Der Zauber von Malèna John Mathieson für Gladiator                                                                              |
| 2002 | Andrew Lesnie                          | Der Herr der Ringe: Die Gefährten          | Roger Deakins für The Man Who Wasn’t There Bruno Delbonnel für Die fabelhafte Welt der Amélie Sławomir Idziak für Black Hawk Down Donald McAlpine für Moulin Rouge                                                            |
| 2003 | Conrad L. Hall (Posthume Auszeichnung) | Road to Perdition                          | Michael Ballhaus für Gangs of New York Dion Beebe für Chicago Paweł Edelman für Der Pianist Edward Lachman für Dem Himmel so fern                                                                                             |
| 2004 | Russell Boyd                           | Master & Commander – Bis ans Ende der Welt | César Charlone für City of God John Schwartzman für Seabiscuit – Mit dem Willen zum Erfolg John Seale für Unterwegs nach Cold Mountain Eduardo Serra für Das Mädchen mit dem Perlenohrring                                    |
| 2005 | Robert Richardson                      | Aviator                                    | Bruno Delbonnel für Mathilde – Eine große Liebe Caleb Deschanel für Die Passion Christi John Mathieson für Das Phantom der Oper Zhao Xiaoding für House of Flying Daggers                                                     |
| 2006 | Dion Beebe                             | Die Geisha                                 | Robert Elswit für Good Night, and Good Luck Emmanuel Lubezki für The New World Wally Pfister für Batman Begins Rodrigo Prieto für Brokeback Mountain                                                                          |
| 2007 | Guillermo Navarro                      | Pans Labyrinth                             | Emmanuel Lubezki für Children of Men Wally Pfister für Prestige – Die Meister der Magie Dick Pope für The Illusionist – Nichts ist wie es scheint Vilmos Zsigmond für The Black Dahlia                                        |
| 2008 | Robert Elswit                          | There Will Be Blood                        | Roger Deakins für Die Ermordung des Jesse James durch den Feigling Robert Ford Roger Deakins für No Country for Old Men Janusz Kamiński für Schmetterling und Taucherglocke Seamus McGarvey für Abbitte                       |
| 2009 | Anthony Dod Mantle                     | Slumdog Millionär                          | Roger Deakins, Chris Menges für Der Vorleser Claudio Miranda für Der seltsame Fall des Benjamin Button Wally Pfister für The Dark Knight Tom Stern für Der fremde Sohn                                                        |
| 2010 | Mauro Fiore                            | Avatar – Aufbruch nach Pandora             | Barry Ackroyd für Tödliches Kommando – The Hurt Locker Christian Berger für Das weiße Band – Eine deutsche Kindergeschichte Bruno Delbonnel für Harry Potter und der Halbblutprinz Robert Richardson für Inglourious Basterds |

## 2011–2020
| Jahr | Preisträger       | für den Film                                              | Nominierungen |
| ---- | ----------------- | --------------------------------------------------------- | --- |
| 2011 | Wally Pfister     | Inception                                                 | Matthew Libatique für Black Swan Danny Cohen für The King’s Speech Jeff Cronenweth für The Social Network Roger Deakins für True Grit                                             |
| 2012 | Robert Richardson | Hugo Cabret                                               | Jeff Cronenweth für Verblendung Janusz Kamiński für Gefährten Emmanuel Lubezki für The Tree of Life Guillaume Schiffman für The Artist                                            |
| 2013 | Claudio Miranda   | Life of Pi: Schiffbruch mit Tiger                         | Seamus McGarvey für Anna Karenina Janusz Kamiński für Lincoln Robert Richardson für Django Unchained Roger Deakins für James Bond 007: Skyfall                                    |
| 2014 | Emmanuel Lubezki  | Gravity                                                   | Philippe Le Sourd für The Grandmaster Bruno Delbonnel für Inside Llewyn Davis Phedon Papamichael für Nebraska Roger Deakins für Prisoners                                         |
| 2015 | Emmanuel Lubezki  | Birdman oder (Die unverhoffte Macht der Ahnungslosigkeit) | Robert D. Yeoman für Grand Budapest Hotel Łukasz Żal und Ryszard Lenczewski für Ida Dick Pope für Mr. Turner – Meister des Lichts Roger Deakins für Unbroken                      |
| 2016 | Emmanuel Lubezki  | The Revenant – Der Rückkehrer                             | Roger Deakins für Sicario Ed Lachman für Carol Robert Richardson für The Hateful Eight John Seale für Mad Max: Fury Road                                                          |
| 2017 | Linus Sandgren    | La La Land                                                | Bradford Young für Arrival Greig Fraser für Lion – Der lange Weg nach Hause James Laxton für Moonlight Rodrigo Prieto für Silence                                                 |
| 2018 | Roger Deakins     | Blade Runner 2049                                         | Bruno Delbonnel für Die dunkelste Stunde Hoyte van Hoytema für Dunkirk Rachel Morrison für Mudbound Dan Laustsen für Shape of Water – Das Flüstern des Wassers                    |
| 2019 | Alfonso Cuarón    | Roma                                                      | Łukasz Żal für Cold War – Der Breitengrad der Liebe Robbie Ryan für The Favourite – Intrigen und Irrsinn Caleb Deschanel für Werk ohne Autor Matthew Libatique für A Star Is Born |
| 2020 | Roger Deakins     | 1917                                                      | Rodrigo Prieto für The Irishman Lawrence Sher für Joker Jarin Blaschke für Der Leuchtturm Robert Richardson für Once Upon a Time in Hollywood                                     |

## 2021–2030
| Jahr | Preisträger        | für den Film           | Nominierungen |
| ---- | ------------------ | ---------------------- | --- |
| 2021 | Erik Messerschmidt | Mank                   | Sean Bobbitt für Judas and the Black Messiah Phedon Papamichael für The Trial of the Chicago 7 Joshua James Richards für Nomadland Dariusz Wolski für Neues aus der Welt |
| 2022 | Greig Fraser       | Dune                   | Bruno Delbonnel für Macbeth Janusz Kamiński für West Side Story Dan Laustsen für Nightmare Alley Ari Wegner für The Power of the Dog                                     |
| 2023 | James Friend       | Im Westen nichts Neues | Roger Deakins für Empire of Light Florian Hoffmeister für Tár Darius Khondji für Bardo, die erfundene Chronik einer Handvoll Wahrheiten Mandy Walker für Elvis           |
| 2024 | Hoyte van Hoytema  | Oppenheimer            | Edward Lachman für El Conde Matthew Libatique für Maestro Rodrigo Prieto für Killers of the Flower Moon Robbie Ryan für Poor Things                                      |
| 2025 | Lol Crawley        | Der Brutalist          | Jarin Blaschke für Nosferatu – Der Untote Greig Fraser für Dune: Part Two Paul Guilhaume für Emilia Pérez Edward Lachman für Maria                                       |